# Coccobius uvae
Coccobius uvae är en stekelart som först beskrevs av Dozier 1933.  Coccobius uvae ingår i släktet Coccobius och familjen växtlussteklar. Inga underarter finns listade i Catalogue of Life.